# Sigmasoma
Sigmasoma is een geslacht van halfvleugeligen uit de familie Machaerotidae. De wetenschappelijke naam van dit geslacht is voor het eerst geldig gepubliceerd in 1907 door Schmidt.

## Soorten
Het geslacht Sigmasoma omvat de volgende soorten:
- Sigmasoma bifalcata Schmidt, 1907
- Sigmasoma borneense (Baker, 1919)
- Sigmasoma chakratongi Maa, 1963